# 东营市历史博物馆
东营市历史博物馆，位於中华人民共和国山東省东营市广饶县的一座地志综合性博物馆，亦为国家二级博物馆，1993年5月以广饶县博物馆为基础成立，馆址位于广饶县县城月河路270号。除自身馆舍外，该馆还负责管辖广饶县全县的重点文物保护单位。

## 历史
1956年，广饶县文化科与山东省文物部门人员在当地开展文物普查和保护工作，并结合普查成果举办文物展览，经普查初步落实广饶县文物古迹、遗迹20多处。1960年代，广饶县文物工作由该县文化馆兼管。1974年10月，广饶县文物管理委员会成立。1977年3月，广饶县文物管理组、广饶县文物收购站成立，两者为“一个机构两块牌子”，地址位于广饶县府前大街3号。1978年3月，广饶县文物管理组正式被山东省文化厅批准成立，省厅拨款为该组兴建了占地面积540平方米的馆舍:13。1980年，惠民地区组织对广饶县进行了第二次文物普查:4-5。
1983年12月，广饶县文物管理组经山东省文化厅批准，更名为广饶县博物馆，地址仍为府前大街3号。1987年初，广饶县博物馆对广饶县进行了第三次文物普查。1988年，中共广饶县委党校从原广饶关帝庙旧址迁出，关帝庙旧址由该馆接收，馆址变为县府西路3号，新馆占地面积6652平方米，建筑面积约1590平方米:25,94。1990年，中国书法家协会主席启功为该馆题写馆名“广饶博物馆”:26。1991年9月，该馆因馆舍翻建，临时迁入广饶县档案局办公。10月，该馆除关帝庙大殿及民国门之外的所有建筑拆除，新馆（孙武祠）开建:30。
1993年5月，东营市历史博物馆以广饶县博物馆为基础建立，为副县级事业单位，隶属于东营市文化局。东营市历史博物馆、广饶县博物馆、广饶县孙子研究中心办公室以“一个机构三块牌子”的方式管理:4-6。8月，新馆主体工程竣工。1994年4月22日，举办孙武祠暨东营市历史博物馆落成典礼，东营市历史博物馆正式开馆:34-35。1998年，由市财政拨款兴建文物库房及《孙子兵法》十三篇刻瓷长廊:41。
2002年，东营市、广饶县政府投资兴建新的东营市历史博物馆展厅综合楼，于1月22举行奠基仪式:7,51。2003年7月，经山东省文化厅批准，该馆建立山东省吕剧博物院:53。2003年10月15日，该馆举行博物馆新馆开馆仪式，新的展厅综合楼投入使用:41，新楼建筑面积6821平方米，包括地上三层及地下一层:51，其中地下室1152平方米，展厅面积3530平方米。此后，东博由博物馆展厅综合楼和广饶孙武祠两部分组成。2005年，东营市提出在市区筹划建立一座综合性博物馆——“东营博物馆”。2005年，孙武祠举行扩建，扩建后占地21亩。2006年，东营博物馆的规划选址、立项、土地征用工作完成:12-14。2008年7月，东营市历史博物馆开始对公众免费开放:5。2008年8月，东营市历史博物馆被山东省旅游局批准为AAA级旅游景区，成为广饶县第一家国家AAA级旅游景区。2013年5月，孙武祠开始对公众免费开放:3。

## 馆藏
至2002年，该馆藏有各类文物5000余件:6。至2019年，馆藏文物达11000件，其中国家三级以上文物400余件。主要有陶器、石器、铜器、瓷器、石刻、钱币、书画、文房四宝、工艺品等:88。

## 展览
| 展览名称 | 说明 | 来源   |
| -------- | --- | ------ |
| 史前文明 | 该展览展示了广饶县的悠久历史和灿烂古代文明。展示有距今约两万年的鹿角化石，大汶口文化时期的陶鼓，中国最早的开颅术，傅家遗址发掘复原场景，龙山文化时期的黑陶壶、红陶等 | [ 15 ] |
| 渠展之盐 | 该展览通过多媒体互动、场景复原、展品陈列等方式制作了“渠展之盐”制盐场景                                                                                               | [ 16 ] |
| 馆藏集萃 | 该展厅按石器、陶器、青铜器、瓷器、杂项、钱币、石刻造像的分类顺序，展示有从夏商至民国时期的部分馆藏精品文物                                                           | [ 17 ] |
| 石刻造像 | 展示有东营域内的多尊佛教石刻造像 | [ 18 ] |
| 广饶民俗 | 该展厅以实物展示、图片重现、文字介绍、实景模拟等形式再现广饶地区乡村传统、劳作传承、民间习俗、特色工艺等生产生活实况                                                 | [ 19 ] |
| 不忘初心 | 即“中共广饶县党史展”，以模拟造型、图片和实物展示等形式，展示了广饶地区的中国共产党人从五四运动到中华人民共和国成立之间的发展历程                                     | [ 20 ] |
| 乐安名人 | 该展厅以广饶历代41位名人先贤为展示主线展示广饶悠久的历史文化 | [ 21 ] |

此外，孙武祠内常设《孙武生平展》、《广饶县历代将军展》、《兵法战例展》等展览。

## 科研成果
该馆工作人员积极进行文博与孙子研究，先后编辑出版有《孙子研究新论》、《孙子研究文献备要》、《孙子与齐文化》、《文博研究集萃》、《广饶文物概览》、《漫话柏寝台》等专著:7。

## 历任负责人
| 单位名称                            | 时间                  | 负责人     | 负责人 | 负责人                | 备注 | 来源           |
| 单位名称                            | 时间                  | 职务       | 姓名   | 时间                  | 备注 | 来源           |
| ----------------------------------- | --------------------- | ---------- | ------ | --------------------- | --- | -------------- |
| 广饶县文物管理组、 广饶县文物回收站 | 1977年3月—1982年12月  | 组长       | 王秀亭 | 1977年3月—1982年12月  | | :55            |
| 广饶县博物馆                        | 1982年12月—1993年10月 | 馆长       | 成俊恒 | 1984年9月—1986年7月   | | :55            |
| 广饶县博物馆                        | 1982年12月—1993年10月 | 馆长       | 颜华   | 1990年10月—1993年10月 | | :55            |
| 东营市历史博物馆                    | 1993年5月—            | 馆长       | 任树德 | 1993年7月—1998年6月   | 1993年10月起兼任广饶县博物馆馆长；自1991年6月起任广饶县孙子研究中心办公室（以下简称孙研办）主任                                       | :55-56         |
| 东营市历史博物馆                    | 1993年5月—            | 馆长       | 尹秀民 | 1998年6月—2001年4月   | 兼任广饶县博物馆馆长、孙研办主任 | :56            |
| 东营市历史博物馆                    | 1993年5月—            | 助理调研员 | 尹秀民 | 2001年4月—2002年6月   | 主持馆务，至2002年7月兼任广饶县博物馆馆长、孙研办主任                                                                                 | :56            |
| 东营市历史博物馆                    | 1993年5月—            | 馆长       | 张万春 | 2002年7月—2007年6月   | 兼任广饶县博物馆馆长；至2005年12月兼任孙研办主任                                                                                      | :56:107-108:17 |
| 东营市历史博物馆                    | 1993年5月—            | 副调研员   | 张万春 | 2007年6月—2008年5月   | 主持馆务，2008年5月张万春内退后，由副馆长付建森主持馆务                                                                               | :17:3          |
| 东营市历史博物馆                    | 1993年5月—            | 馆长       | 付建森 | 2008年8月—2013年7月   | 2013年7月至2014月1月由副馆长荣子录主持馆务                                                                                            | :68:43         |
| 东营市历史博物馆                    | 1993年5月—            | 馆长       | 王汝华 | 2014月1月—2017年9月   | 博物馆党组书记兼任，调任前为广饶县人社局局长。2017年9月，王汝华调离博物馆，副馆长荣子录主持馆务。2017年11月，王汝华被正式免去馆长职务 | :1:45          |

## 集体荣誉
1995年8月，东营市历史博物馆被中共山东省委公布为“山东省爱国主义教育基地”。1995年12月，该馆被山东省文化厅授予“全省优秀博物馆”和“全省文物安全保卫先进集体”称号:37。1996年1月，该馆被中共东营市委公布为“东营市爱国主义教育基地”:38。2005年10月28日，该馆在由人事部、文化部联合举行的全国文化先进县、全国文化工作先进集体和全国文化系统先进工作者、劳动模范表彰大会上被授予“全国文化系统先进集体”称号。2008年7月，该馆被山东省旅游局公布为国家AAA级旅游景区:4。2008年10月，该馆被中共山东省委宣传部和山东省社会科学界联合会公布为“省级社会科学普及教育基地”:6。2009年3月，该馆被山东省文化厅授予年度“全省文物系统先进集体”称号:9。2009年5月，该馆被国家文物局批复为国家三级博物馆:12。2009年11月，该馆被山东省文化厅授予年度“全省文物系统先进集体”称号:16。2013年5月，东营市历史博物馆被国家文物局公布为国家二级博物馆。

## 参观
该馆于周一下午至周日及法定节假日免费向公众开放，非法定节假日的周一上午闭馆，但14周岁以下未成年人须有成年人陪护或者集体组织参观。博物馆一楼大厅西侧设有服务台，可联系讲解、提供资料、解答咨询、受理投诉建议等。

## 备注
1. ↑  2018年建成后被用作东营市档案馆新馆[8]